# B-45 (航空機)
B-45
飛行中のB-45
- 用途：爆撃機
- 製造者：ノースアメリカン社
- 運用者

  -  アメリカ合衆国（アメリカ空軍）
  -  イギリス（イギリス空軍）
- 初飛行：1947年3月17日
- 生産数：143機
- 運用開始：1948年
- 退役：1959年
- 運用状況：退役

B-45 トーネード（North American B-45 Tornado）とは、アメリカ合衆国で第二次世界大戦後に制式採用されたジェット爆撃機である。

## 概略
ドイツ空軍が実用化していたジェット爆撃機に対抗するために、アメリカ陸軍航空軍は重量80,000ポンドから200,000ポンドまでの範囲の中型爆撃機の実戦化の要求を行った。これに対し、ノースアメリカン社の設計案NA-130が採用され、1944年9月8日から開発が開始されたのがXB-45であった。この提案に対して他社も応募しており、コンベア社のXB-46、ボーイング社のXB-47、マーチン社のXB-48があった。これらを合わせて「1945年組」といわれる機体で、いずれも直線翼（XB-47は後に後退翼に変更）であった。この中で最初に採用されたのがB-45であった。B-45は後に制式採用された革新的なボーイング社のB-47爆撃機が登場するまでのショートリリーフになったが、それまでの数年間はアメリカ合衆国の核抑止力の重要な役割を担っていた。また1959年まで現役であり、爆撃機以外にも標的曳航機や写真偵察機として運用された。
前述の「1945年組」は、冷戦に伴いソ連との軍事的緊張が高まっていたため、1946年に早期の実用化が要求されていた。そのうちにXB-45とXB-46は1946年半ばには完成に近づいていたが、残りのXB-47とXB-48は完成まで2年掛かるため、前者2機の性能評価が行われ、優秀とされたB-45が制式採用されることになり、1947年1月2日に生産契約が締結された。初飛行は1947年3月17日。その後B-47が実用化されたため、B-45の生産は143機で終了した。
B-45はジェット機という最新技術のため、数多くの欠陥に伴うエンジントラブルに苦しめられたが、1950年から始まった朝鮮戦争では爆撃機および偵察機として活躍した。またB-45は核爆弾を運搬するという核戦略の一翼をも担っていた。また、イギリス軍の国籍マークを付けた機体が、キャンベラに交代するまでスカルソープ空軍基地から秘密裏にソ連に対する諜報活動を行っていた。
ジェットエンジンで飛行する爆撃機であるため本格的な射出座席が装備された。

## 要目
- 全翼 29.26 m
- 全長 23.14 m
- 全高 7.67 m
- 翼面積 105 m2
- 空虚重量 20,726 kg
- ロード重量 36,930 kg
- 最大離陸重量 50,000 kg

B-45

- エンジン ゼネラル・エレクトリック J47-GE-13 ターボジェットエンジン ×4
- 出力 5,200 lbf (26.6 kN)
- 最大速度 495 kt（917km/h）
- 実用上昇限界高度 14,100 m
- 航続距離 2,213 km
- 乗員 5名
- 武装 0.50インチM3(12.7 mm)機関銃2挺と爆弾22,000ポンド（10,000Kg）、またはマーク5核爆弾1発

## 派生型

### 量産機
B-45A
初期生産型
B-45C
エンジン換装型
RB-45C
写真偵察機型
TB-45A
標的曳航機型

### 試作・計画機
XB-45
試作機
B-45B
計器類換装計画型
JB-45A
B-45A改造の空中試験機
JB-45C
B-45C改造の空中試験機